# Zaozerea, Zaricine
Zaozerea (în ucraineană Заозер'я) este un sat în comuna Kutîn din raionul Zaricine, regiunea Rivne, Ucraina.

## Demografie
Componența lingvistică a localității Zaozerea
     Ucraineană (99,47%)
     Alte limbi (0,53%)
Conform recensământului din 2001, majoritatea populației localității Zaozerea era vorbitoare de ucraineană (99,47%), existând în minoritate și vorbitori de alte limbi.